# Bożydar Iwanow
Bożydar Iwanow (ur. 18 lipca 1972 w Zabrzu) – polski dziennikarz muzyczny i komentator sportowy.

## Życiorys

### Rodzina i edukacja
Jest absolwentem VIII LO im. Marii Skłodowskiej-Curie w Katowicach i Wydziału Nauk Społecznych Uniwersytetu Śląskiego w Katowicach.

### Kariera
W czasie studiów rozpoczął pracę dziennikarską w katowickim ośrodku regionalnym Telewizji Polskiej. W 1991 został prowadzącym programu Strych poświęconemu muzyce heavymetalowej oraz podjął współpracę z miesięcznikiem „Metal Hammer”.
W 1997 trafił do redakcji sportowej TVP w Warszawie. W 1998 pojechał w charakterze komentatora TVP2 na Mistrzostwa Świata w Piłce Nożnej we Francji. W następnym roku był sprawozdawcą sportowym finału Pucharu Zdobywców Pucharów, dzięki czemu w wieku 25 lat został najmłodszym w historii TVP komentatorem finału europejskich rozrywek klubowych. W 1999 przeniósł się do nowo utworzonej stacji Wizja Sport, dla której komentował eliminacje do mistrzostw świata. Od 2002 pracuje w Telewizji Polsat, w której jest komentatorem i prowadzącym studia podczas meczów piłki nożnej, a także prowadzi (na zmianę z Przemysławem Iwańczykiem) program Cafe Futbol w Polsacie Sport. Na antenie Polsatu Sport komentuje m.in. mecze Ekstraklasy, Pucharu Polski, Ligi Mistrzów, Ligi Europy UEFA, Ligi Narodów UEFA oraz rozgrywki Scottish Premiership i Eredivisie. Był także reporterem i komentatorem na trzech Mistrzostwach Świata w piłce nożnej w 1998 we Francji (TVP), 2002 w Korei/Japonii i 2006 w Niemczech (Polsat). Komentował Mistrzostwa Europy 2008 w Austrii/Szwajcarii oraz prowadził studio Euro 2008. Komentował również liczne spotkania Ligi Mistrzów UEFA. W 2009 zajął trzecie miejsce w rankingu na najlepiej ocenianych komentatorów opublikowanym przez dziennik „Rzeczpospolita”. 4 grudnia 2024 rozpoczął współpracę ze stacją Eleven Sports, dla której komentuje mecze Bundesligi i Pucharu Niemiec.
Pisze felietony do pisma muzycznego „DJ Mag Polska”, miesięcznika „Piłka Nożna Plus” i na internetowy blog Betfair.

### Życie prywatne
Jego ojciec jest Bułgarem. Żonaty, ma córkę Carlę (ur. 2010).